# ダンヘルスケア
ダンヘルスケア株式会社は大阪市西区に本社を置く製薬会社。大日本除虫菊の子会社である。

## 概要
旧社名は住友製薬ヘルスケア株式会社。1991年8月、住友製薬の大衆薬（一般用医薬品）部門が分社化され設立された。
2005年、住友製薬と大日本製薬との合併により大日本住友製薬（現:住友ファーマ）が発足した。同時に、住友製薬は医療用医薬品に専念するため大衆薬から撤退することとし、当社の全株式を大日本除虫菊に譲渡、現社名に変更した。社名の「ダン」は住友化学が昭和30年頃から発売してきた「風邪薬・鼻炎薬・ダン」のブランドに由来する。
主力商品はシラミ除去シャンプー（ピレスロイド系）の「スミスリン」で、同分野の他社製品が現在はほぼ市販されていないためニッチ製品となっている。また、前身の住友製薬ヘルスケア時代の主力販売製品であった風邪薬の「コンタック」シリーズは販売権をグラクソ・スミスクライン（現:Haleonジャパン）へ譲渡したため、社名変更時には承継されなかった。
製品の製造は大日本除虫菊や中小医薬品メーカーに委託している。

## 製品
- スミスリンシャンプー プレミアム【第2類医薬品】（製造販売元：大日本除虫菊）
- スミスリンLシャンプータイプ【第2類医薬品】（製造販売元：大日本除虫菊）
- スミスリンパウダー【第2類医薬品】（製造販売元：大日本除虫菊）

シラミ（アタマジラミ・ケジラミ）駆除医薬品で、主力製品である。住友製薬～住友製薬ヘルスケア時代は住友製薬が製造していた。「スミスリン」は本剤の有効成分フェノトリンの商標名であり、同商標は原体開発元である住友化学が保有する。なお、ダンヘルスケア向けに加え、大日本除虫菊が「KINCHO」ブランドで販売する自社製造品もある。
- 胃腸薬チェロ【第2類医薬品】（製造販売元：大日本除虫菊）

住友製薬ヘルスケアで発売されていた「住友胃腸薬チェロ」（シメチジンのスイッチOTC）とは成分が全く異なり、本品は胃粘膜保護修復剤（ゲファルナート、アズレンスルホン酸ナトリウム）、制酸剤（メタケイ酸アルミン酸マグネシウム、ロートエキス）、健胃生薬（ショウキョウ末）を配合したものである。
- 飲むダン鼻炎薬【指定第2類医薬品】（製造販売元：日野薬品工業）

2022年9月発売。液体タイプの鼻炎用内服薬。
- ダンシュウ

2022年11月発売。柿渋エキスを含有する当社初の清涼飲料水。

### 過去の製品
- 白いジーフォー（痔疾患薬）

元々コンタックと同様にスミスクライン&フレンチ・ラボラトリーズのライセンス製品で、住友製薬ヘルスケアが販売していたが、その後、販売権がグラクソ・スミスクラインから当社へ移った。2007年からは佐藤製薬の製品として発売されている。
- 住友胃腸薬スコープ（H2ブロッカー胃腸薬）

シメチジン（タガメット）のスイッチOTC。藤沢薬品工業（現・アステラス製薬及び第一三共ヘルスケア）からも「フロンティア」の商品名で発売されていた。
- ギャロップ【第2類医薬品】（目薬）（製造販売元：テイカ製薬）
- カルテパハイパップ【第2類医薬品】（鎮痛消炎パップ剤/インドメタシン配合）（製造販売元：帝國製薬）
- ダン鼻炎錠【指定第2類医薬品】（鼻炎用内服薬）（製造販売元：小林化工）
- スミロング（ハエ・蚊用殺虫剤）

速効性に加え効果の持続性に優れた新規ピレスロイド系ノックダウン剤、テラレトリン（商品名ノックスリン）を有効成分とした医薬品のハエ・蚊用エアゾール。
- スミラインA（ゴキブリ用エアゾール）
- スミラインKO（ゴキブリ用エアゾール）

速効性に優れたピレスロイド系ゴキブリ用ノックダウン剤イミプロトリン（プラル）配合。折りたたみ式2WAYノズル付。
- スミロング霧タイプ（スプレー薫煙剤）

ゴキブリ・ダニ用スプレー薫煙剤（全量噴射型エアゾール）。
- アリ用スミチオン

アリ、その他木材・不快害虫用エアゾール。2WAYノズル付。スミチオンの有効成分フェニトロチオンにピレスロイドを追加処方した組成で、木材防腐剤、浸透剤が添加されており、木材に対しては防腐効果もある。農薬としては使用できないばかりか、植物（特に小松菜、大根、ストックなどアブラナ科）にかかると冷害、薬害が出やすいので注意を要する。神東塗料化成品事業部（本品発売当時、後のシントーファイン→住化エンビロサイエンス→住化エンバイロメンタルサイエンス）の「エバーウッドS-400」の家庭向け仕様。住友化学園芸からも「アリアトールS」の商品名で発売されていた。また、キング園芸からも後発品「アリ退治エアゾール」が発売されている。
- プレミアムスミチオン粉剤

ウジ、ボウフラ、ノミなど衛生害虫の駆除に特化した医薬品のスミチオン粉剤。散粉容器入り。本剤は農薬としては使用できない。
- スパトック液

鎮痛消炎液剤。販売店限定品。
- ダン・リッチA

医療用「ダン・リッチ」のスイッチOTC。販売店限定品。
- ダンリッチ鼻炎錠

販売店限定品
- ダンリッチ鼻炎カプセル【指定第2類医薬品】（製造販売元：廣貫堂）

販売中止となった医療用上気道炎治療薬（総合感冒薬）「ダン・リッチ」とは一部異なり、塩酸フェニルプロパノールアミンをdl-メチルエフェドリン塩酸塩に置き換えるなどしている。
- コンタック600EX

健康保険組合向け鼻炎薬。
- ダン・リッチ

医療用上気道炎治療薬（総合感冒薬）。PPA問題により2005年3月末で販売終了。
- ダン注射液

製造発売元：住友化学工業